# Jiang Zemin
Jiang Zemin (xinès simplificat: 江泽民)  (Yangzhou, 17 d'agost de 1926 - Shanghai, 30 de novembre de 2022) fou un polític xinès, que va ocupar els càrrecs de Secretari General del Partit Comunista Xinès entre 1989 i 2002, President de la República Popular de la Xina des de 1993 i 2003 i president de la Comissió Militar Central entre 1989 i 2004. El seu successor com a líder suprem de la Xina va ser Hu Jintao. El seu primer càrrec polític d'importància fou el d'alcalde de Xangai, el 1985.
Jiang, enginyer, va arribar al poder arran de les Protestes de la Plaça de Tian'anmen de 1989, substituint Zhao Ziyang, que va ser purgat com a Secretari General del Partit Comunista Xinès per ser massa conciliador amb els manifestants. Amb la gradual pèrdua d'influència d'un Deng Xiaoping que va haver de cedir els seus càrrecs polítics a causa de la vellesa, Jiang substituí Xiaoping com a líder suprem xinès durant el decenni de 1990.
Sota el seu lideratge, la Xina va experimentar un creixement substancial de les reformes econòmiques liberalitzadores, es va produir el retorn pacífic a la Xina de Hong Kong del Regne Unit i Macau de Portugal, i la millora de les relacions xineses amb el món exterior, mentre que el Partit Comunista va mantenir el seu control sobre el govern. Considerat un dels polítics menys carismàtic de la Xina, Jiang ha estat criticat per ser massa preocupat per la seva imatge pública, pel que fa a la política interna, i massa conciliador amb Rússia i els Estats Units pel que fa a política exterior. La seua contribució a la doctrina marxista, una llista de principis ideològics mitjançant els quals el Parit Comunista governa la Xina, coneguda com la teoria de les Tres representacions, es troba escrita a les constitucions del Partit Comunista Xinès i la República Popular.